# 兵庫南農業協同組合
兵庫南農業協同組合（ひょうごみなみのうぎょうきょうどうくみあい、通称JA兵庫南）は、兵庫県加古川市に本店を置く農業協同組合。明石市・加古川市・高砂市・稲美町・播磨町内の7つの農協（JA魚住・二見・加古川・稲美野・はりま信用・たかさご・米田町）が合併し、1999年（平成11年）4月1日に誕生した。

## 概要
- 設立：1999年（平成11年）4月1日
- 本店所在地：兵庫県加古川市加古川町寺家町45 JAビル8Ｆ
- 組合員数：58,574名（2018年5月31日現在） 
  - 正組合員 14,230名
  - 准組合員 44,344名

## 業務区域
- 兵庫県明石市（魚住町以西の区域のみ）
- 兵庫県加古川市（野口町、平岡町、尾上町、別府町、金沢町の区域を除く）
- 兵庫県高砂市（全域）
- 兵庫県加古郡稲美町（全域）
- 兵庫県加古郡播磨町（全域）

## 本支店一覧
明石市・播磨町
- 魚住支店
- 二見支店
- 播磨支店
- ローンプラザ明石店

加古川市
- 本店
- 加古川支店
- かんき支店
- しかた支店
- 加古川北支店
- 神野支店
- ローンプラザ加古川店

高砂市
- 伊保支店
- 荒井支店
- 高砂西支店
- 米田支店

稲美町
- 天満支店
- 母里支店
- 加古支店
- 営農総合支援センター